# ذبابة الأزهار داكنة الريش
ذبابة الأزهار داكنة الريش (الاسم العلمي: Anthomyia obscuripennis) هي نوع من الحشرات تتبع جنس ذبابة الأزهار من فصيلة ذباب الأزهار.